# سرگردان بر فراز دریای مه
سرگردان بر فراز دریای مه نقاشی‌ای از هنرمند رمانتیک آلمانی کاسپار داوید فریدریش است که در سال ۱۸۱۸ خلق شده است. این نقاشی مردی را نشان می‌دهد که بر فراز یک صخره ایستاده و پشت به بیننده دارد؛ او به منظره‌ای نگاه می‌کند که پوشیده از دریایی از مه ضخیم است و از میان آن رشته‌کوه‌ها، درختان و کوه‌های دیگر سر برآورده‌اند، منظره‌ای که تا بی‌نهایت در دوردست ادامه دارد.
این اثر به‌عنوان یکی از شاهکارهای جنبش رمانتیک و یکی از شاخص‌ترین آثار آن به‌شمار می‌رود. این نقاشی به‌عنوان نمادی از خوداندیشی یا تأمل در مسیر زندگی تعبیر شده و منظرهٔ آن نیز به‌عنوان تداعی‌کنندهٔ والا در نظر گرفته می‌شود. فریدریش معمولاً در نقاشی‌های خود از روکن‌فیگور — شخصی که از پشت دیده می‌شود و به منظره نگاه می‌کند — استفاده می‌کرد؛ سرگردان بر فراز دریای مه به‌دلیل اهمیت موضوع آن شاید مشهورترین روکن‌فیگور در هنر باشد. این نقاشی همچنین به‌عنوان بیانی از احساسات لیبرال و ملی‌گرایانهٔ آلمانی فریدریش تفسیر شده است.
در حالی که فریدریش در محافل آلمانی و روسی مورد احترام بود، سرگردان بر فراز دریای مه و آثار فریدریش به‌طور کلی بلافاصله به عنوان شاهکار شناخته نشدند. شهرت فریدریش در اوایل قرن بیستم و به‌ویژه در دههٔ ۱۹۷۰ بهبود یافت؛ سرگردان به‌خصوص محبوب شد و به‌عنوان نمونه‌ای از «هنر عامه‌پسند» و همچنین فرهنگ عالی، در کتاب‌ها و آثار دیگر ظاهر گردید. منشأ اثر پس از خلق آن نامشخص است، اما تا سال ۱۹۳۹ در گالری ویلهلم آگوست لوز در برلین به نمایش درآمده بود و در سال ۱۹۷۰ توسط نگارخانهٔ هنر هامبورگ در هامبورگ، آلمان خریداری شد و از آن زمان تاکنون در آنجا به نمایش گذاشته شده است.

## شرح
در پیش‌زمینه، مردی بر فراز یک صخرهٔ سنگی ایستاده و پشت به بیننده دارد. او در یک کت بلند سبز تیره پیچیده شده و در دست راستش عصای دستی گرفته است. موهایش در باد تکان می‌خورد و سرگردان به منظره‌ای نگاه می‌کند که پوشیده از دریایی ضخیم از مه است. در میانهٔ تصویر، چندین رشته‌کوه دیگر، شاید شبیه همان‌هایی که سرگردان بر آن‌ها ایستاده است، از میان تودهٔ مه بیرون زده‌اند. از میان حلقه‌های مه، جنگل‌هایی بر فراز این پرتگاه‌ها قابل مشاهده‌اند. در دوردست، کوه‌های کم‌رنگی در سمت چپ به چشم می‌خورند که به آرامی به دشت‌های کم‌ارتفاع در سمت راست تبدیل می‌شوند. فراتر از اینجا، مه گسترده تا بی‌نهایت کشیده شده و در نهایت با افق آمیخته شده و از آسمان پُر ابر تمایز ناپذیر می‌شود.
این نقاشی از عناصر مختلفی از کوه‌های ماسه‌سنگی البه در زاکسن و بوهم تشکیل شده است که در طبیعت طراحی شده‌اند اما مطابق با روش معمول فریدریش، در استودیو توسط خودش برای نقاشی بازآرایی شده‌اند. در پس‌زمینهٔ سمت راست، زیرکل‌اشتاین قرار دارد. کوه در پس‌زمینهٔ سمت چپ می‌تواند روزنبرگ یا کالتن‌برگ باشد. گروهی از سنگ‌ها در مقابل آن نمایانگر گام‌ریگ نزدیک راتن هستند. صخره‌هایی که مسافر بر روی آن‌ها ایستاده، گروهی از صخره‌های کایزرکرونه هستند.

## خلق و تاریخچه
تاریخ خلق سرگردان عموماً ۱۸۱۸ ذکر شده است، اگرچه برخی منابع ۱۸۱۷ را نیز نشان می‌دهند. منشأ نقاشی در قرن نوزدهم نامشخص است، اما در سال ۱۹۳۹ به مالکیت گالری ویلهلم آگوست لوز در برلین درآمد. سپس ظاهراً به ارنست هنکه، یک وکیل آلمانی، فروخته شد و پس از آن دوباره به گالری لوز بازگشت. این نقاشی میان مجموعه‌های خصوصی رفت‌وآمد داشت تا این که در سال ۱۹۷۰ توسط نگارخانهٔ هنر هامبورگ خریداری شد و از آن زمان تاکنون در آنجا به نمایش گذاشته می‌شود.
رویدادهای مهم زندگی فریدریش در سال‌های ۱۸۱۷ و ۱۸۱۸ شامل دوستی او با دانشمند کارل گوستاو کاروس و نقاش نروژی یوهان کریستین دال در ۱۸۱۷، ازدواج فریدریش با کارولین برومر در ژانویهٔ ۱۸۱۸، و سفر ماه‌عسل آن‌ها به شهر زادگاه فریدریش، گرایفسوالت، برای چند هفته پس از آن است.

## رمانتیسم
سرگردان بر فراز دریای مه ارتباط نزدیکی با رمانتیسم دارد، جنبشی هنری و ادبی گسترده که پس از عصر روشنگری پدید آمد. در حالی که هویت مرد نامشخص است، برخی پیشنهاد کرده‌اند که این اثر ممکن است یک خودنگاره از هنرمند باشد، با توجه به شباهت‌هایی مانند موی قرمز او، و به همین دلیل این نقاشی به‌عنوان نمادی از خوداندیشی یا تأمل در مسیر زندگی تفسیر شده است. منظرهٔ سرگردان تداعی‌کنندهٔ والا است، آنچه فراتر از معمول است و رمز و رازها و ظرفیت‌های بیشتری دارد. فریدریش در این باره گفته است: «هنرمند باید نه تنها آنچه را که در برابرش است نقاشی کند بلکه آنچه را در درون خود می‌بیند نیز». دربارهٔ مه نیز نوشته است: «وقتی منطقه‌ای خود را در مه می‌پوشاند، بزرگ‌تر و والاتر به نظر می‌رسد، خیال را بلند می‌کند و انتظارات را مانند دختری نقاب‌پوش برمی‌انگیزد».
بین فریدریش و دیگر رمانتیک‌ها همچنان تفاوت‌هایی وجود دارد. ورنر هوفمان نوشته است که سرگردان نسبت به آثار معمول رمانتیک، بازتر و پرسش‌گرانه‌تر است. او سرگردان جستجوگر فریدریش را که از آینده خبر ندارد با نقاشی آزادی هدایتگر مردم اثر دلکروآ مقایسه می‌کند، که نسبت به مسیر اقدام مورد نیاز اطمینان بیشتری دارد؛ شاید این تفاوت‌ها مرتبط با تفاوت‌های ملی‌گرایی آلمانی و فرانسوی در آن دوران باشد.
فریدریش از دیگر هنرمندان زمان خود انتقاد می‌کرد که به نقاشی «فروشگاه‌های کنجکاوی» پرشده از ویژگی‌های بیش‌ازحد می‌پرداختند که هر بخش از بوم را با جزئیات جدید پوشانده بودند. در حالی که سرگردان دارای جزئیات است، اما با افزودن مجموعه‌ای از ویژگی‌های جغرافیایی، افراد دیگر یا ساختمان‌ها تمرکز خود را از دست نمی‌دهد؛ اثر همچنان بر کوه‌ها و مه متمرکز است و اجازه می‌دهد نگاه بیننده با سرعت خود آن را کاوش کند.

## روکن‌فیگورو آثار مشابه
استانداردهای هنری سنتی بر این باورند که اگر افراد در صحنه حضور دارند، باید رو به بیننده یا در حالت نیم‌رخ باشند. استثناهایی وجود دارد اما معمولاً برای شخصیت‌های فرعی در صحنه‌های شلوغ است. اگرچه فریدریش نخستین هنرمندی نبود که از روکن‌فیگور استفاده کرد، اما او این نوع شخصیت‌های پشت به بیننده را بسیار بیشتر و مداوم‌تر از دیگر هنرمندان به کار برد. استفادهٔ فریدریش از روکن‌فیگور معمولاً به این معنی در نظر گرفته می‌شود که بیننده را به «داخل» نقاشی دعوت می‌کند و او را تشویق می‌کند که دیدگاه شخصیت مرموزی را در نظر بگیرد که چهره‌اش دیده نمی‌شود. سرگردان بر فراز دریای مه به دلیل اهمیت موضوعش شاید مشهورترین روکن‌فیگور در هنر باشد. این شخصیت حس و تمرکز نقاشی را تغییر می‌دهد. هلموت بورش-زوپان نوشته است: «تصور این منظره بدون حضور یک شخصیت، سخت‌تر از هر نقاشی دیگری است».
آثار دیگری از فریدریش که با سرگردان و با استفاده از موتیف روکن‌فیگور قابل مقایسه‌اند شامل زن پشت پنجره، دو مرد کنار دریا هنگام طلوع ماه و نویبراندنبورگ هستند.
ویلاندم شمید معتقد است که سرگردان پیش‌درآمدی بر فراواقع‌گرایی رنه ماگریت بوده است؛ فریدریش در آثارش ناسازگاری‌های ظریف و چشم‌اندازهای ظاهراً ناممکن را گنجانده بود، همان‌طور که در سرگردان دیده می‌شود، و ماگریت این عناصر را حتی بیشتر در آثار خود به کار برد. پس‌زمینهٔ تصویر به نظر می‌رسد که به پیش‌زمینه فرو می‌ریزد و عمق بین آن‌ها نامشخص است.

## زمینهٔ سیاسی
فریدریش از حامیان پرشور احساسات لیبرال و ملی‌گرایانهٔ آلمان بود. دولت‌های شاهزاده‌نشین قدیمی آلمان پس از جنگ‌های ناپلئونی ۱۸۰۳–۱۸۱۵ متلاشی شده و قدرتشان تضعیف گردید. ملی‌گرایان آلمانی خواستار متحدسازی آلمان و لغو نفوذ محافظه‌کاران و نجیب‌زادگان آلمانی و رهبری کنفدراسیون آلمان بودند. یکی از روش‌هایی که لیبرال‌های آلمانی به وسیلهٔ آن خود را معرفی و حمایتشان را نشان می‌دادند، مد و لباس بود: لباس‌های آلت‌دویچه (به معنای «آلمان قدیم»)، بازسازی گذشته‌ای خیالی و قهرمانانه از آلمان متحد در قرون ۱۵۰۰–۱۶۰۰ و دوران مارتین لوتر. ملی‌گرایانی چون فریدریش خود را با بازگرداندن این عظمت ملی از دست‌رفته مرتبط می‌دانستند. مورخ هنر، نوربرت ولف، با پیروی از کورنر و دیگران، اظهار داشته که شخصیت موجود در نقاشی سرگردان دقیقاً چنین لباسی از نوع آلت‌دویچه به تن دارد، که بیانی سیاسی در دوران خلق این اثر است. برخی پژوهشگران دیگر لباس این شخصیت را یونیفورم پیاده‌نظام یاگر توصیف کرده‌اند. مارکوس برتش نوشته است که لباس این شخصیت تنها او را به عنوان یک «شهرنشین» معرفی می‌کند.
موضوعی که کمتر روشن است، این است که لوتریانیسم فریدریش تا چه اندازه بر سرگردان تأثیر گذاشته، اگر تأثیری داشته باشد. بُعد مذهبی فریدریش در دیگر نقاشی‌های او دیده می‌شود، مانند نقاشی سال ۱۸۱۰ صلیب در کوه‌ها، که نوعی مسیحیت فروتنانه را نشان می‌دهد که زیبایی را در طبیعت می‌دید. این با نوشته‌های لوتر همخوانی دارد که همهٔ کلیساهای بزرگ و ساختمان‌های پرزرق و برق کلیسای کاتولیک زمانه‌اش می‌توانستند بدون زیان چندانی خراب شوند. به نظر فریدریش، دین حقیقی در طبیعت، سادگی و انسان یافت می‌شود، که همهٔ این‌ها عناصر نقاشی سرگردان هستند. پیوند احتمالی دیگر این بود که فریدریش در سال ۱۸۱۷، درست پیش از آماده‌سازی سرگردان، با دانشمند و نقاش هم‌دوره‌اش کارل گوستاو کاروس دیدار و دوست شد. مورخ هنر، یوزف کورنر، اشاره می‌کند که کاروس دربارهٔ آیه‌ای خاص در کتاب مقدس لوتر نوشته است: لوتر شرح آفرینش زمین توسط خدا در سفر پیدایش ۲:۶ را این‌گونه ترجمه کرده است: Aber ein Nebel ging auf von der Erde und feuchtete alles Land (به فارسی: مه‌ای از زمین برخاست و تمام زمین را تَر کرد). کاروس استدلال کرد که این مه، دستیار خداوند در آفرینش است که کوه‌های بی‌حاصل را به جنگل‌های سرسبز تبدیل می‌کند. کورنر فرض می‌کند که کاروس و فریدریش می‌توانستند در جریان دوستی‌شان دربارهٔ این موضوع بحث کرده باشند. او معتقد است که سرگردان می‌تواند صحنه‌ای شبیه آفرینش را به تصویر کشیده باشد: شخصیت نقاشی به زمینی با امکانات ناشناخته نگاه می‌کند که در مه پنهان است و از دل «من» به عنوان یک انتشار بیرون آمده است.

## کوهنوردی
رابرت مک‌فارلین معتقد است این نقاشی تأثیر قابل توجهی بر نحوهٔ نگرش به کوهنوردی در جهان غرب از دوران رمانتیک داشته و آن را «نمادِ تصویریِ آرمان‌گرای کوهنوردی» می‌داند. او قدرت این اثر را در نمایش مفهوم ایستادن بر فراز قله‌های کوه به عنوان چیزی ستودنی تحسین می‌کند، ایده‌ای که در قرون گذشته تقریباً وجود نداشت.

## بازتاب
در حالی که فریدریش در محافل آلمانی و روسی مورد احترام بود، نقاشی سرگردان بر فراز دریای مه و آثار فریدریش به‌طور کلی، بلافاصله به عنوان شاهکار شناخته نشدند. شهرت او با گذشت زمان کاهش یافت؛ خودش نوشت که داوران هنر زمانه‌اش به اندازهٔ کافی به مناظر زمستانی و مه اهمیت نمی‌دادند. اعتبار فریدریش در اوایل قرن بیستم بهبود یافت، و به ویژه در دههٔ ۱۹۷۰. نقاشی سرگردان به‌طور ویژه محبوب شد: از آن زمان الهام‌بخش آثار متعددی بوده و فقط در میان پژوهشگران هنر شناخته شده نیست. سرگردان بر جلد کتاب‌های متعدد، تی‌شرت‌ها، سی‌دی‌ها، فنجان‌های قهوه و غیره ظاهر شده و به بخشی از «هنر مردمی» و همچنین فرهنگ عالی تبدیل شده است. این نقاشی با ظهور رسانه‌های اجتماعی حتی فراگیرتر شد. ورنر هافمان فرض می‌کند که شخصیت نقاشی که به دنیایی پر از امکانات نامعلوم نگاه می‌کند و آماده است تا انتخاب کند و آنچه در انتظارش است را بیابد، برای بینندگان امروزی بسیار جذاب است.